# Lekkoatletyka na Letnich Igrzyskach Olimpijskich 2008 – sztafeta 4 × 100 m kobiet
Sztafeta 4 × 100 m kobiet – jedna z konkurencji lekkoatletycznych rozegranych podczas XXIX Letnich Igrzysk Olimpijskich w Pekinie rozegrana w dniach 21–22 sierpnia 2008 roku.
W 2016 roku z powodu znalezienia niedozwolonych środków dopingowych u Julii Czermoszanskiej, zwycięska reprezentacja Rosji została zdyskwalifikowana.

## Przebieg zawodów

### Runda 1
| Wyścig | tor | Kraj              | Zawodniczki                                                                       | Wynik | Uwagi |
| ------ | --- | ----------------- | --------------------------------------------------------------------------------- | ----- | ----- |
| 2      | 7   | Jamajka           | Shelly-Ann Fraser, Sheri-Ann Brooks, Aleen Bailey, Veronica Campbell-Brown        | 42,24 | Q, SB |
| 2      | 3   | Rosja             | Jewgienija Polakowa, Aleksandra Fiedoriwa, Julija Guszczina, Julija Czermoszanska | 42,87 | DSQ.  |
| 1      | 7   | Belgia            | Olivia Borlée, Hanna Mariën, Élodie Ouédraogo, Kim Gevaert                        | 42,92 | Q, SB |
| 1      | 9   | Wielka Brytania   | Jeanette Kwakye, Montell Douglas, Emily Freeman, Emma Ania                        | 43,02 | Q     |
| 1      | 5   | Brazylia          | Rosemar Coelho Neto, Lucimar de Moura, Thaissa Presti, Rosângela Santos           | 43,38 | Q     |
| 1      | 8   | Nigeria           | Franca Idoko, Gloria Kemasuode, Agnes Osazuwa, Oludamola Osayomi                  | 43,43 | q, SB |
| 1      | 6   | Polska            | Ewelina Klocek, Daria Korczyńska, Dorota Jędrusińska, Marta Jeschke               | 43,47 | q     |
| 2      | 4   | Niemcy            | Anne Mollinger, Verena Sailer, Cathleen Tschirch, Marion Wagner                   | 43,59 | Q     |
| 1      | 3   | Białoruś          | Julija Nieściarenka, Aksana Drahun, Nastassia Szuliak, Anna Bagdanowicz           | 43,69 | SB    |
| 2      | 5   | Chiny             | Tao Yujia, Wang Jing, Jiang Lan, Qin Wangping                                     | 43,78 |       |
| 2      | 9   | Tajlandia         | Sangwan Jaksunin, Orranut Klomdee, Jutamass Thavoncharoen, Nongnuch Sanrat        | 44,38 |       |
| 2      | 2   | Francja           | Myriam Soumaré, Muriel Hurtis-Houairi, Lina Jacques-Sébastien, Carima Louami      | DNF   | DNF   |
| 1      | 4   | Włochy            | Anita Pistone, Vincenza Calì, Giulia Arcioni, Audrey Alloh                        | DSQ   | DSQ   |
| 2      | 6   | Trynidad i Tobago | Wanda Hutson, Kelly-Ann Baptiste, Ayanna Hutchinson, Semoy Hackett                | DNF   | DNF   |
| 2      | 8   | Ukraina           | Natalija Pyhyda, Natalia Pohrebniak, Irina Szepetiuk, Oksana Szczerbak            | DSQ   | DSQ   |
| 1      | 2   | Stany Zjednoczone | Angela Williams, Mechelle Lewis, Torri Edwards, Lauryn Williams                   | DSQ   | DSQ   |

### Finał
| Poz.   | Linia (tor) | Kraj            | Zawodniczki                                                                       | Wynik | Uwagi |
| ------ | ----------- | --------------- | --------------------------------------------------------------------------------- | ----- | ----- |
| Złoto  | 5           | Belgia          | Olivia Borlée, Hanna Mariën, Élodie Ouédraogo, Kim Gevaert                        | 42,54 | NR    |
| Srebro | 3           | Nigeria         | Franca Idoko, Gloria Kemasuode, Halimat Ismaila, Oludamola Osayomi                | 43,04 | SB    |
| Brąz   | 8           | Brazylia        | Rosemar Coelho Neto, Lucimar de Moura, Thaissa Presti, Rosângela Santos           | 43,14 | SB    |
| 4      | 9           | Niemcy          | Anne Möllinger, Verena Sailer, Cathleen Tschirch, Marion Wagner                   | 43,28 |       |
|        | 7           | Wielka Brytania | Jeanette Kwakye, Montell Douglas, Emily Freeman, Emma Ania                        | DNF   | DNF   |
|        | 6           | Jamajka         | Shelly-Ann Fraser, Sherone Simpson, Kerron Stewart, Veronica Campbell-Brown       | DNF   | DNF   |
|        | 4           | Rosja           | Jewgienija Polakowa, Aleksandra Fiedoriwa, Julija Guszczina, Julija Czermoszanska | 42,31 | DSQ.  |
|        | 2           | Polska          | Ewelina Klocek, Daria Korczyńska, Dorota Jędrusińska, Joanna Kocielnik            | DSQ   | DSQ   |

(OR = Rekord olimpijski; NR = Rekord kraju; PB = Rekord osobisty; SB = Najlepszy wynik w sezonie)